# Seasons (Waiting on You)
Seasons (Waiting on You) is een nummer van de Amerikaanse indierockband Future Islands uit 2014. Het is de eerste single van hun vierde studioalbum Singles.
Frontman Samuel T. Herring omschreef het nummer als "een lied over liefde, loslaten, leren van je fouten en altijd verlangen naar liefde, naarmate de tijd verstrijkt en de seizoenen veranderen". Naar eigen zeggen schreef Herring het nummer in een halfuur en vond hij het meteen het beste nummer dat hij ooit schreef, waar hij later weer op terugkwam. "Seasons (Waiting on You)" bereikte geen Amerikaanse hitlijsten, en ook in de Nederlandse hitparades viel het buiten de boot. Wel bereikte het de 50e positie in de Vlaamse Ultratop 50.

## Tracklijst
- Muziekdownload

1. "Seasons (Waiting on You)" - 3:46